# Schefflera multinervia
Schefflera multinervia är en araliaväxtart som beskrevs av Hui Lin Li. Schefflera multinervia ingår i släktet Schefflera och familjen araliaväxter. IUCN kategoriserar arten globalt som sårbar. Inga underarter finns listade.